# Uslar
Uslar è una città di 14 062 abitanti, della Bassa Sassonia, in Germania.

Appartiene al circondario (Landkreis) di Northeim (targa NOM).

## Suddivisione amministrativa[2]
Uslar si divide in 19 zone (Ortsteil), corrispondenti all'area urbana e a 18 frazioni:
- Uslar (area urbana)
- Ahlbershausen
- Allershausen
- Bollensen
- Delliehausen
- Dinkelhausen
- Eschershausen
- Fürstenhagen
- Gierswalde
- Kammerborn
- Offensen
- Schlarpe
- Schönhagen
- Schoningen
- Sohlingen
- Vahle
- Verliehausen
- Volpriehausen
- Wiensen

## Gemellaggi[3]
- Kerteminde, Danimarca, dal 1979
- Człuchów, Polonia, dal 1998